# Cima Carega
Cima Carega (2 259 m n. m.) je nejvyšším vrcholem horské skupiny Carega, jedné ze čtyř části pohoří Piccole Dolomiti v benátském Předalpí. Hora se celá nachází na území italské provincie Trento.

## Popis
Z vrcholu je za jasného počasí výjimečný výhled na většinu hor v Trentinu, jako je Adamello, skupina Brenta, Monte Stivo, Monte Bondone, Monte Roen, Cima d'Asta v Lagorai a nedaleké Monte Pasubio. Z jihotyrolských vrcholů jsou vidět Sarntalské Alpy, Gruppo di Tessa, Monte Cevedale, Monte Vioz a na severu ledovce Aurinských Alp.
Na jihu je možné spatřit Benátskou lagunu, nedalekou veronskou náhorní plošinu Lessinia, Monte Baldo, část jezera Lago di Garda a toskánsko-emilský apeninský řetězec. Za obzvláště jasných dnů není neobvyklé spatřit vzdálené ledovce Monte Rosa a při západu slunce pyramidální vrchol Monviso.
Několik metrů pod vrcholem se nachází horská chata rifugio Mario Fraccaroli z veronské sekce CAI Cesare Battisti.

## Galerie

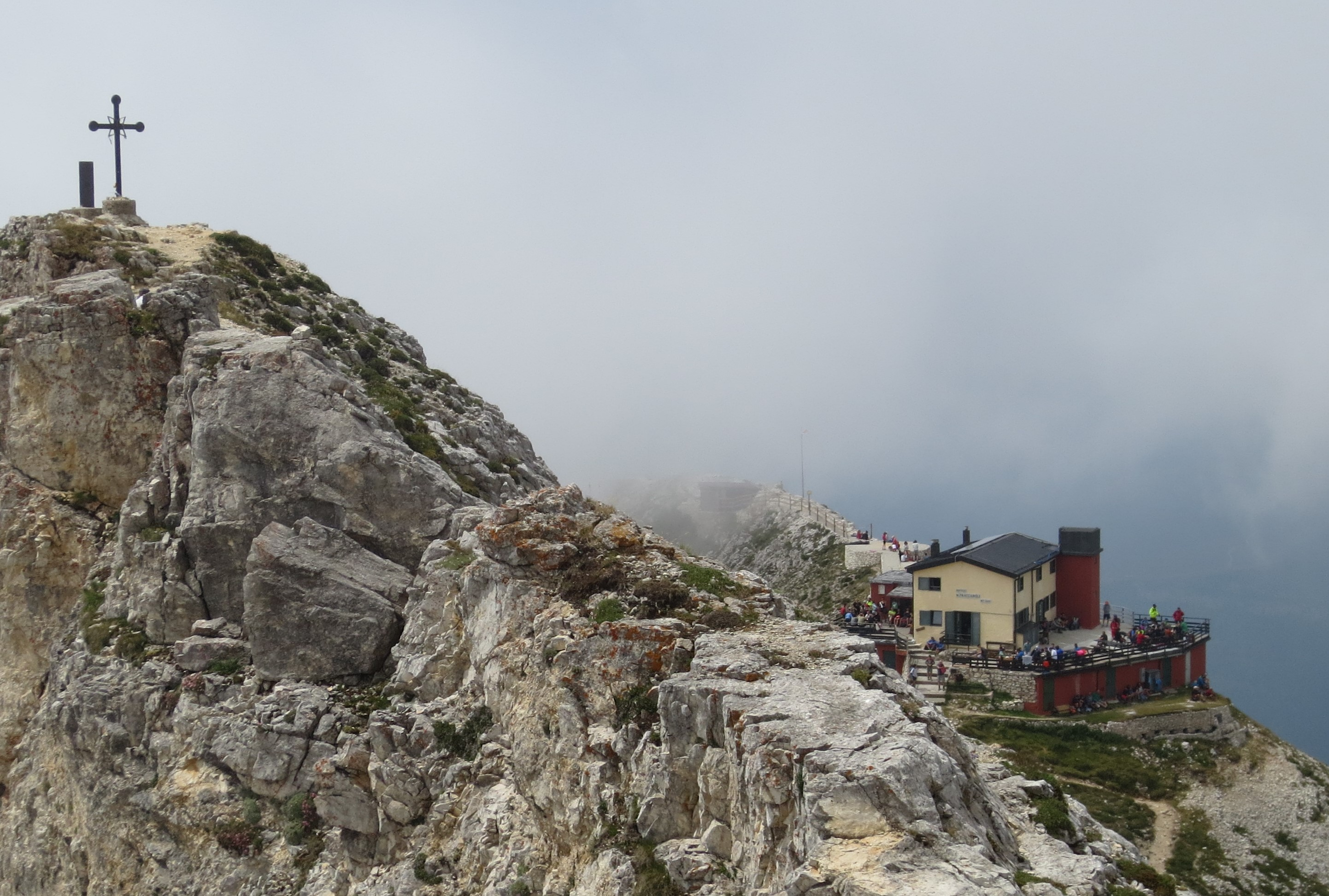
Rifugio_Fraccaroli a vrchol cima Carega
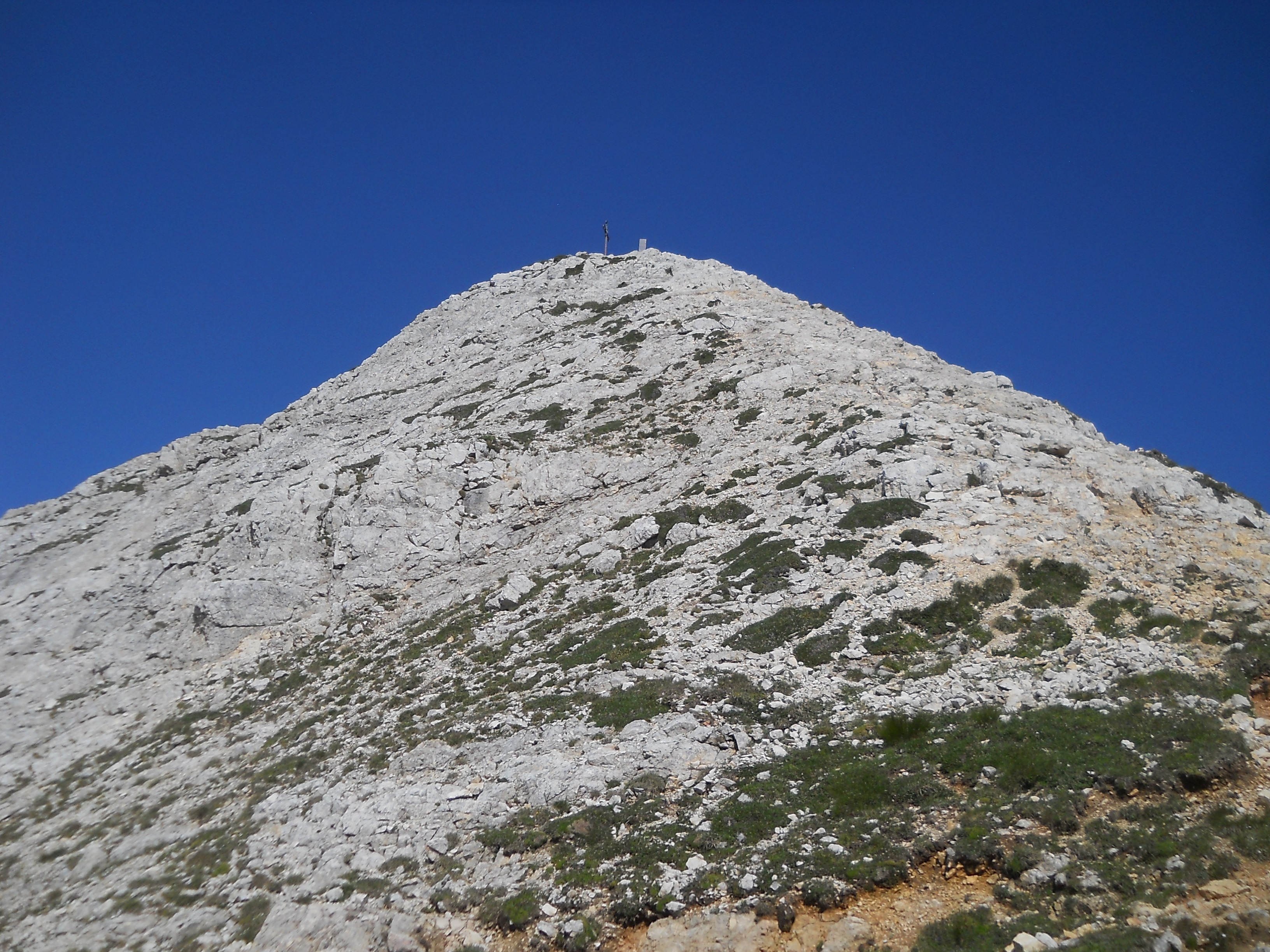
Cima Carega
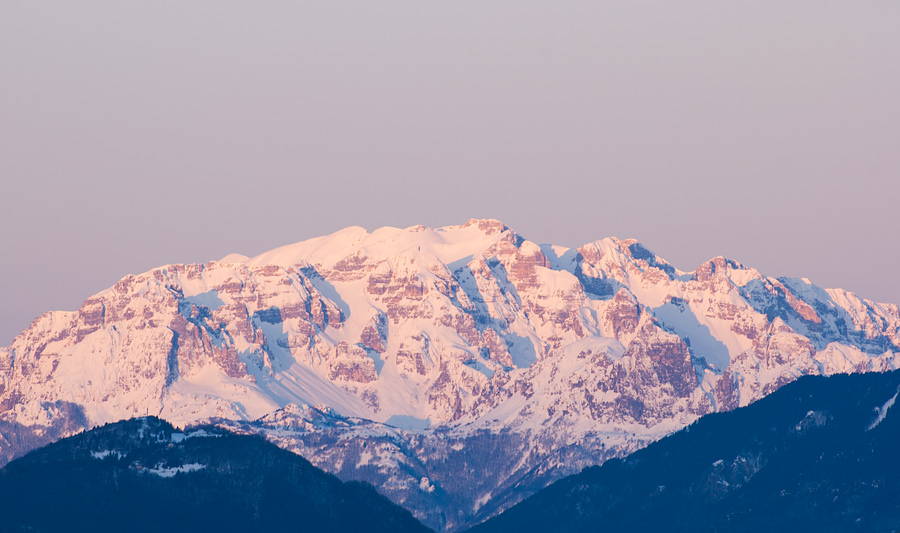
Cima Carega